# Anna Castillo
Pour les articles homonymes, voir Castillo.
 (avril 2024).
Anna Castillo Ferré, née le 9 octobre 1993 à Barcelone, est une actrice espagnole.

## Biographie
Dans sa jeunesse, de 2005 à 2011, Maria Castillo est chanteuse et danseuse dans le groupe musical sp3. Elle débute à la télévision en tant qu' Anna de la Família dels súpers, au Club Super3 de TV3.
Sa popularité s'accroît grâce à deux performances : d'une part dans le film L'Olivier d'Icíar Bollaín, pour lequel elle remporte le Prix Goya du meilleur espoir féminin, d'autre part sur scène avec son rôle dans la comédie musicale La llamada, personnage qu'elle reprend ensuite dans l'adaptation en film, intitulée Holy Camp! à l'international.

## Filmographie

### Cinéma

#### Longs métrages
- 2010 : Blog (es) d'Elena Trapé (es) : Bea
- 2012 : Ghost Graduation (en) (Promoción fantasma) de Javier Ruiz Caldera (es) : Ángela
- 2015 : Fuera de foco d'Esteban Ciudad et José Manuel Montes : Sara
- 2015 : Losers d'Oriol Pérez Alcaraz et Serapi Soler
- 2016 : L'Olivier d'Icíar Bollaín : Alma
- 2017 : Holy Camp! (La llamada) de Javier Ambrossi et Javier Calvo : Susana
- 2017 : Oro, la cité perdue (Oro) d'Agustín Díaz Yanes : La Parda
- 2018 : Voyage autour de la chambre d'une mère (Viaje al cuarto de una madre) de Celia Rico Clavellino : Leonor
- 2019 : Un mundo prohibido de Salvador Calvo (es)
- 2019 : La vida era eso de David Martín de los Santos : Verónica
- 2020 : Adú de Salvador Calvo : Sandra
- 2021 : Plus on est de fous de Paco Caballero : Clara
- 2022 : Les Tournesols sauvages (Girasoles silvestres) de Jaime Rosales : Julia
- 2023 : Nowhere d'Albert Pintó : Mia

#### Courts métrages
- 2009 : Persuasió de[Qui ?] : Maria
- 2012 : Fundido a negro de[Qui ?] : Sandra
- 2014 : La buena muerte : Cristo de de[Qui ?] : Ana
- 2014 : El espejo humano de[Qui ?] : Alicia
- 2015 : La cueva sagrada de[Qui ?] : Sofa
- 2016 : Verano '78 de[Qui ?] : Lola
- 2017 : Vergüenza de[Qui ?] : Lucía

### Télévision

#### Téléfilm
- 2009 : El enigma Giacomo : Maiana

#### Séries télévisées
- 2011 : Doctor Mateo (es) : Sara (12 épisodes)
- 2012 : Kubala, Moreno i Manchón : Natàlia Creixell
- 2011-2014 : Club Super3 (es) : Anna (26 épisodes)
- 2013-2015 : Amar en tiempos revueltos : Dorita (215 épisodes)
- 2016 : Web Therapy : Iria de la Villa (1 épisode)
- 2016 : The Ministry of Time : Sonia Lombardi
- 2018 : Mira lo que has hecho
- 2018 : Arde Madrid : Pilar (8 épisodes)
- 2016-2019 : Paquita Salas : Belén de Lucas (12 épisodes)
- 2017-2019 : Estoy vivo : Susana Vargas (27 épisodes)
- 2020 : La línea invisible : Txiki (6 épisodes)
- 2023 : Un conte parfait (Un cuento perfecto) : Margot Ortiz (mini-série de 5 épisodes)

### Webséries
- 2012 : Chessboxing : Elisa (10 épisodes)
- 2014 : La caída de Apolo (mini-série) : Laura (3 épisodes)

### Vidéoclips
- 2018 : Dorian - Duele
- 2019 : St Woods - On Me (avec Anna Castillo et Greta Fernández)

## Théâtre
- 2013-2016 : La llamada, comédie musicale de Javier Ambrossi et Javier Calvo

## Distinctions

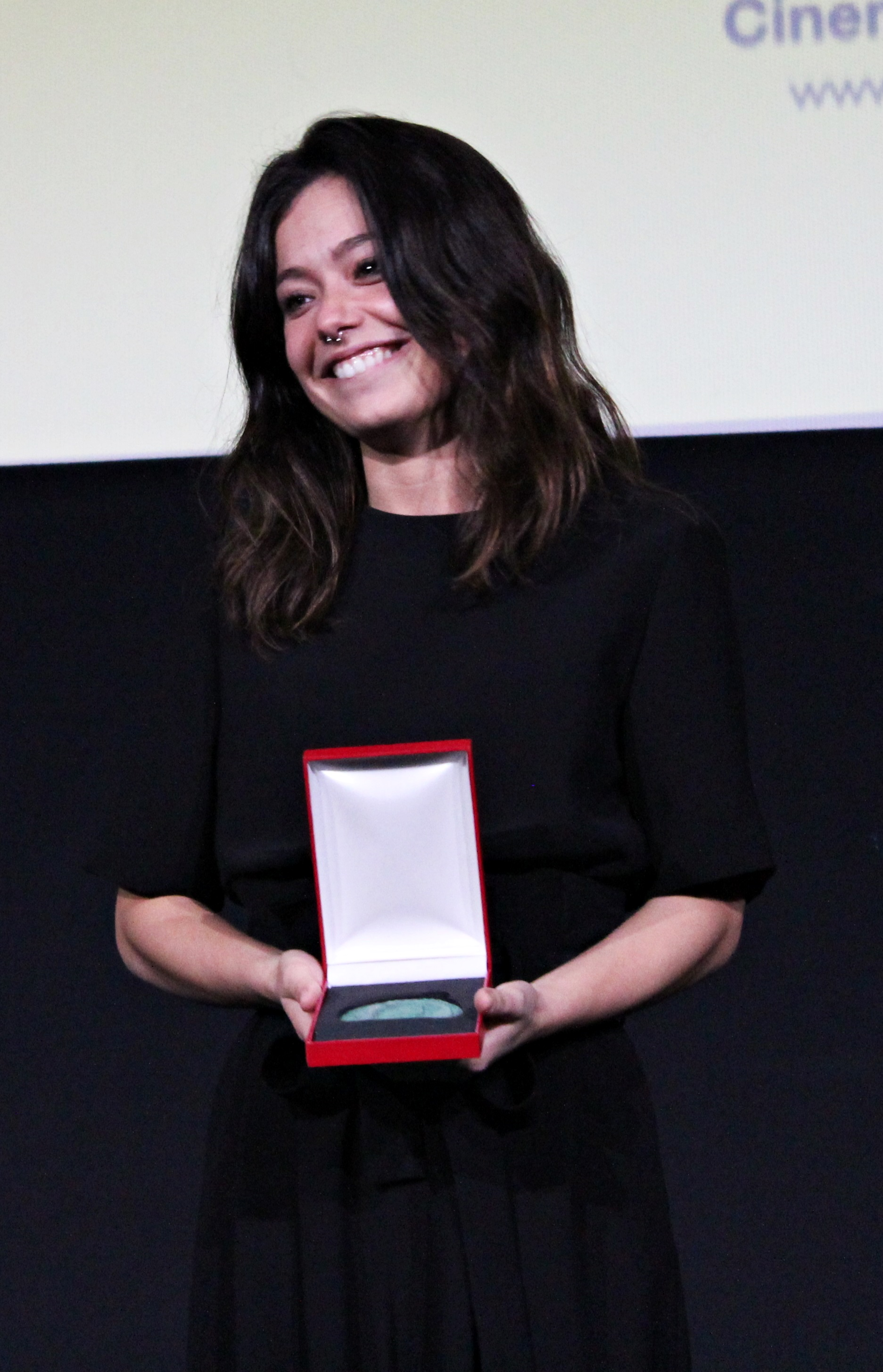
Anna Castillo recevant la médaille du cercle des critiques cinématographiques en 2019 pour Viaje.

### Récompenses
- Prix Goya 2017 : Prix Goya du meilleur espoir féminin pour L'Olivier
- Medallas del Círculo de Escritores Cinematográficos (es) 2017 : révélation féminine pour L'Olivier
- Medallas del Círculo de Escritores Cinematográficos 2019 : meilleure actrice dans un second rôle pour Viaje
- Prix Gaudí 2018 : meilleure actrice dans un second rôle pour Viaje

### Nominations
- Prix Goya 2018 : Prix Goya de la meilleure actrice dans un second rôle pour Holy Camp!
- Medallas del Círculo de Escritores Cinematográficos 2018 : meilleure actrice dans un second rôle pour Holy Camp!
- Prix Gaudí 2018 : meilleure actrice dans un second rôle pour Holy Camp!
- Prix Goya 2019 : Prix Goya de la meilleure actrice dans un second rôle pour Viaje
- Prix Platino 2019 : meilleure actrice de série télévisée pour Arde Madrid